# 施悌
施悌（15世紀—16世紀），字天祿，南直隸蘇州府吳縣人，明朝政治人物。

## 生平
施悌是建寧知府施宗義之孫，閩中督運施禮之子，他年輕時入府學讀書，二十一歲中成化七年（1471年）的舉人，多次參加會試都未中舉，謁選授永州同知，正值知府缺任署理府事，清廉而仁惠，曾受命到郴州，途中遇上瑤族賊人，詢問他的姓名和職業，打算更名附和，他說：「你知道我的名字，何以更名？」賊人回答：「我聽聞施公善於撫民，怎麼忍心冒犯？」因此解散。任滿後，施悌陞任宗人府經歷，外調姚安知府，姚安遠在滇南，夷民雜處而剽悍，他用禮法恩信示眾，修學校、明倫堂，去除頑劣、獎勵善人、革去火葬，民風蒸蒸日上，很快請求致仕回鄉，本來已經整理行裝，卻突然患病去世，土同知高鳳對其猝逝特別悲痛，僚民有人清求讓他留葬衣冠，而靈柩歸葬尹山南邊。

## 引用
1. 1 2  乾隆《長洲縣志·卷二十三·人物二》：施悌，字天祿，宗義孫，禮子，少歲補郡學生，二十一領鄉薦，屢試禮部不第，就選得湖廣永州同知，會守缺人署府事，清惠相濟，時大吏以峻刻繩人至悌，弗能吹毛也，嘗受檄勘事彬州【郴州】，道遇猺賊，問姓名從役，欲更名應之，悌曰：「正欲賊知我名，何更也？」賊曰：「吾聞施公善撫民，忍犯耶？」解散去，任滿擢宗人府經歷，久之出守姚安，姚安遠在滇南，夷獠相雜，剽悍易動，悌一以禮法恩信示之，修學校明倫、紀課桑麻，除頑獷、獎善類、革火葬，蒸蒸向風，乞致仕歸，已治裝矣，疾作遽卒，同知高鳳土官也，於悌卒哭之甚哀，獠民有乞衣冠葬者，柩歸葬尹山之陽。
2. ↑  民國《吳縣志·卷六十七·列傳五》：施悌，字天祿，成化辛卯舉人，湖廣永州同知，有恩威，嘗勘事郴州，道遇猺賊問姓名，從者欲更名應之，悌曰：「正欲賊知我名，何更也？」賊曰：「吾聞施公好官，忍犯耶？」解散去，擢宗人府經歷，出守姚安，姚安遠在滇南，民獠錯處號稱難治，悌開示恩信，烝烝向化，旋乞休疾作歿於姚安，土官高鳳哭之哀，獠人有乞衣冠留葬者。 《元和縣志》，元和縣清雍正三年始分置，凡縣志所載人物在雍正以前者皆入長洲。